# Dãy Zarafshan

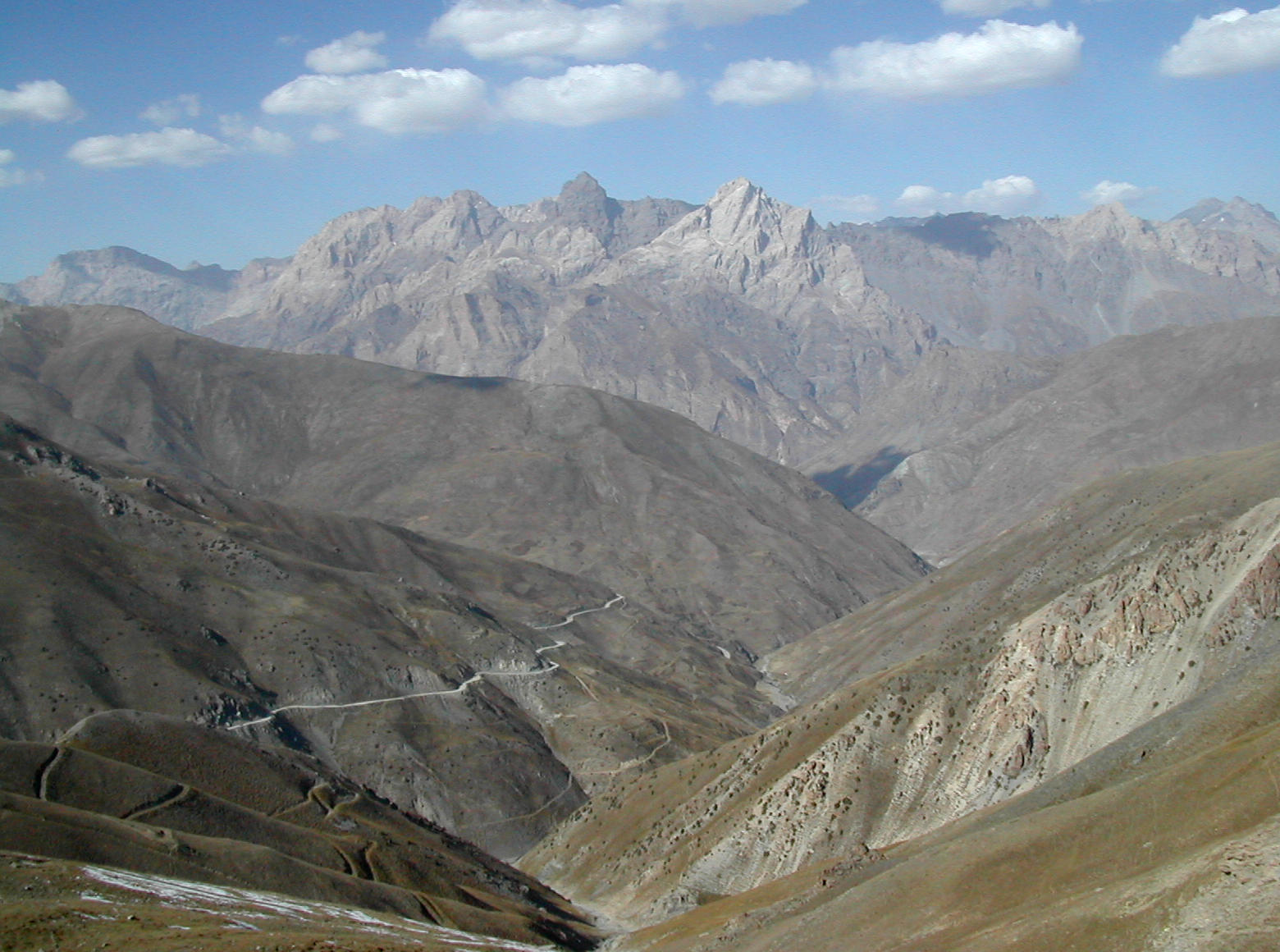
Một phần của dãy Zarafshan nhìn từ đồi Anzob

Dãy Zarafshan (tiếng Nga: Зеравшанский хребет, Zeravšanskij hrebet; tiếng Tajik: Зарафшон; tiếng Uzbek: Zarafshon; cũng như Zeravshan hoặc Zarafshon; tiếng Ba Tư زرافشان Zar-afshān, tạm dịch là "kẻ phun vàng") là tên của một dãy núi nằm trong hệ thống núi Pamir-Alay.
Tên tiếng Ba Tư có thể được cho là bắt nguồn từ số vàng tìm được ở trong lòng sông Zarafshan và nhưng nhánh nhỏ khác của nó. Điều ấy đã mở ra một kỉ nguyên thịnh vượng ở khu vực này vào thời xa xưa.

## Về địa lí
Dãy núi này kéo dài 370 km (230 dặm) theo hướng đông - tây dọc theo phía nam khu vực Sughd. Điểm có độ cao cao nhất dãy núi này là đỉnh Chimtarga (với độ cao 5,489 mét hay 18,009 feet) nằm ở phần giữa của nó. Còn ở phía Tây Nam của Panjakent, dãy núi này chạy từ Tajikistan đến Uzbekistan, độ cao của nó tại đây tăng lên từ (1,500–2,000 mét (4,900–6,600 feet)).

## Dân cư
Hầu hết những thung lũng trong dãy Zarafshan đều có người sinh sống. Tuy nhiên, đó chỉ là những ngôi làng nhỏ mà không có bất kì một thị trấn nào ở trong dãy núi cả. Chỉ có hai thị trấn gần nhất đó là Panjakent và Samarkand. Băng qua dãy núi này thì có một con đường lớn nối liền 2 thành phố lớn của nước này đó là Dushanbe và Khujand. Ngoài ra cũng có một con đường khác từ thành phố Samarkand chạy dọc theo con sông Zarafshan. Bên cạnh đó cũng có những con đường đi vào thung lũng, kể cả thung lũng Yaghnob. Nhưng tất cả chúng đều là đường xấu và chưa được trải nhựa đường.
Hầu hết những người sinh sống trong dãy núi này là người Tajik, chỉ trừ thung lũng Yangnob là khu vực của người Yaghnobi sinh sống.

## Tham quan
Núi Fann và một ngọn núi khác nhỏ hơn là núi Matcha thì thường thu hút những người leo núi và đi bộ đường dài bởi sự hoang sơ của nó.